# Жамбыл (Есильский район)
Жамбыл (каз. Жамбыл) — село в Есильском районе Северо-Казахстанской области Казахстана. Входит в состав Заградовского сельского округа. Код КАТО — 594243300.

## Население
В 1999 году население села составляло 128 человек (79 мужчин и 49 женщин). По данным переписи 2009 года, в селе проживали 103 человека (62 мужчины и 41 женщина).